# Andreas Zaimīs
Andreas Zaimīs (in greco Ανδρέας Ζαΐμης?; Kalavryta, 1791 – Atene, 1840) è stato un politico greco, esponente di spicco del movimento indipendentista greco contro l'Impero ottomano.
Il 26 aprile 1826 viene nominato capo di un governo ad interim, carica che ricoprirà fino al 14 aprile 1827.
Anche suo figlio Thrasyvoulos e suo nipote Alexandros saranno primi ministri della Grecia.